# 綾川町

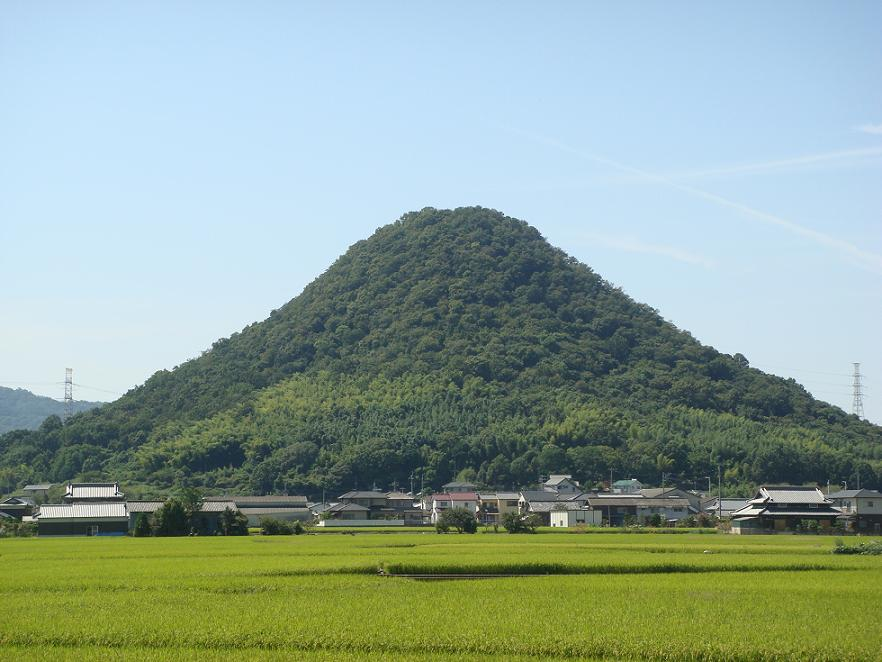
堤山（羽床富士）

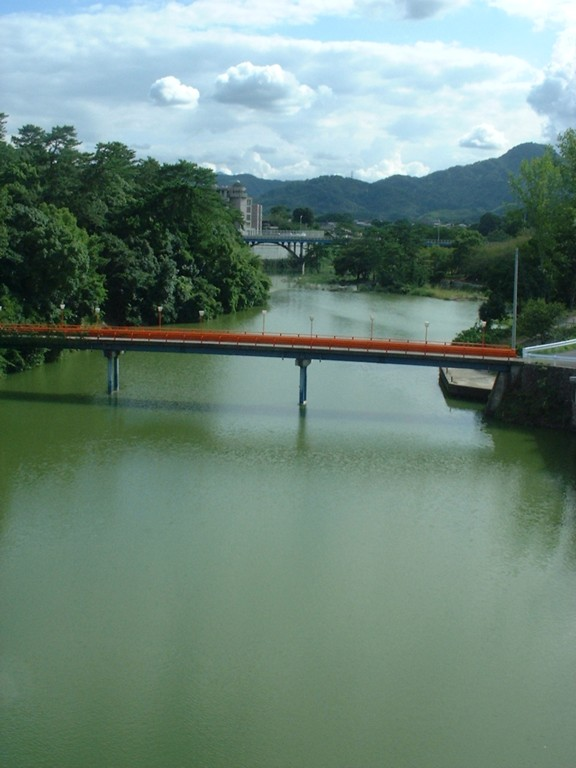
滝宮付近を流れる綾川

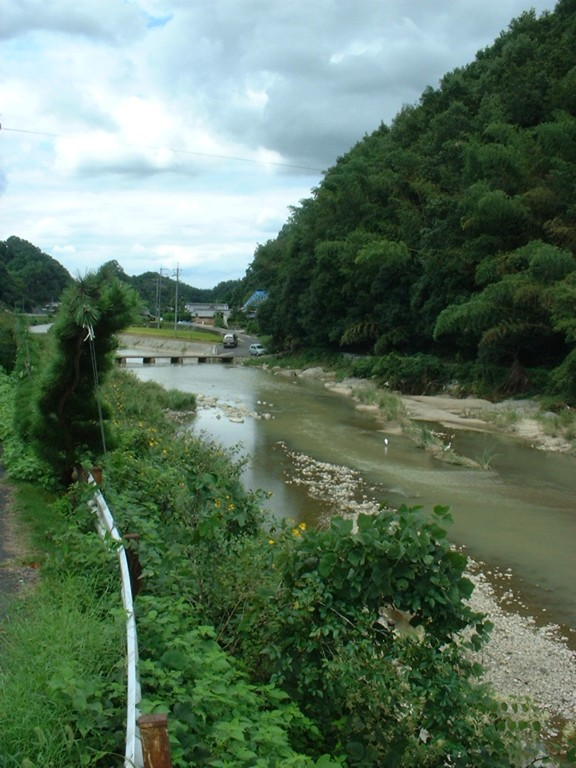
山田上付近の綾川

綾川町（あやがわちょう）は、香川県の中部に位置する町。讃岐うどん発祥の地として知られる。のどかな田園地帯が広がり、町域を綾川が北流する。
町内には約60基の古墳や推定200基以上の窯跡がある。平安時代の讃岐国の国司だった菅原道真ゆかりの滝宮天満宮では、滝宮の念仏踊が有名である。町内の神社では、全国的にも珍しい親子獅子舞が奉納されている。

## 地理
香川県内のほぼ中央に位置し、町域南方に讃岐山脈が広がる。讃岐七富士のうち、2つを擁する。綾川が北流する。
- 山：堤山（羽床富士）、高鉢山（綾上富士）、十瓶山、笠形山、前山、大高見峰、城山、陣ケ峰、鷹の巣山、鞍掛山、火の山
- 河川：綾川
- 池：大羽茂池、長柄池（長柄ダム）、府中湖（府中ダム）、綾山湖（田万ダム）、永富池、北条池
- 風穴：高鉢山山頂付近には日本3大風穴（ふうけつ）がある

### 気候
| 滝宮（1991年 - 2020年）の気候      | 滝宮（1991年 - 2020年）の気候 | 滝宮（1991年 - 2020年）の気候 | 滝宮（1991年 - 2020年）の気候 | 滝宮（1991年 - 2020年）の気候 | 滝宮（1991年 - 2020年）の気候 | 滝宮（1991年 - 2020年）の気候 | 滝宮（1991年 - 2020年）の気候 | 滝宮（1991年 - 2020年）の気候 | 滝宮（1991年 - 2020年）の気候 | 滝宮（1991年 - 2020年）の気候 | 滝宮（1991年 - 2020年）の気候 | 滝宮（1991年 - 2020年）の気候 | 滝宮（1991年 - 2020年）の気候 |
| 月                                 | 1月                           | 2月                           | 3月                           | 4月                           | 5月                           | 6月                           | 7月                           | 8月                           | 9月                           | 10月                          | 11月                          | 12月                          | 年                            |
| ---------------------------------- | ----------------------------- | ----------------------------- | ----------------------------- | ----------------------------- | ----------------------------- | ----------------------------- | ----------------------------- | ----------------------------- | ----------------------------- | ----------------------------- | ----------------------------- | ----------------------------- | ----------------------------- |
| 最高気温記録 °C （°F）             | 18.5 (65.3)                   | 24.4 (75.9)                   | 27.2 (81)                     | 30.2 (86.4)                   | 33.3 (91.9)                   | 35.9 (96.6)                   | 37.6 (99.7)                   | 38.1 (100.6)                  | 36.6 (97.9)                   | 32.4 (90.3)                   | 27.8 (82)                     | 21.9 (71.4)                   | 38.1 (100.6)                  |
| 平均最高気温 °C （°F）             | 9.2 (48.6)                    | 10.1 (50.2)                   | 13.9 (57)                     | 19.9 (67.8)                   | 25.0 (77)                     | 27.6 (81.7)                   | 31.6 (88.9)                   | 33.0 (91.4)                   | 28.7 (83.7)                   | 22.9 (73.2)                   | 17.1 (62.8)                   | 11.6 (52.9)                   | 20.9 (69.6)                   |
| 日平均気温 °C （°F）               | 4.5 (40.1)                    | 5.0 (41)                      | 8.2 (46.8)                    | 13.6 (56.5)                   | 18.6 (65.5)                   | 22.3 (72.1)                   | 26.4 (79.5)                   | 27.3 (81.1)                   | 23.2 (73.8)                   | 17.3 (63.1)                   | 11.6 (52.9)                   | 6.7 (44.1)                    | 15.4 (59.7)                   |
| 平均最低気温 °C （°F）             | 0.0 (32)                      | −0.1 (31.8)                   | 2.5 (36.5)                    | 7.4 (45.3)                    | 12.5 (54.5)                   | 17.8 (64)                     | 22.2 (72)                     | 22.8 (73)                     | 18.9 (66)                     | 12.5 (54.5)                   | 6.5 (43.7)                    | 1.9 (35.4)                    | 10.4 (50.7)                   |
| 最低気温記録 °C （°F）             | −6.4 (20.5)                   | −6.9 (19.6)                   | −4.7 (23.5)                   | −2.5 (27.5)                   | 1.7 (35.1)                    | 8.5 (47.3)                    | 14.0 (57.2)                   | 15.3 (59.5)                   | 7.4 (45.3)                    | 1.5 (34.7)                    | −1.2 (29.8)                   | −4.9 (23.2)                   | −6.9 (19.6)                   |
| 降水量 mm （inch）                 | 41.0 (1.614)                  | 48.0 (1.89)                   | 85.2 (3.354)                  | 79.5 (3.13)                   | 111.4 (4.386)                 | 164.4 (6.472)                 | 168.8 (6.646)                 | 105.7 (4.161)                 | 169.9 (6.689)                 | 120.3 (4.736)                 | 62.9 (2.476)                  | 52.2 (2.055)                  | 1,212.3 (47.728)              |
| 平均降水日数 （≥1.0 mm）           | 7.1                           | 7.4                           | 9.9                           | 9.7                           | 8.8                           | 11.3                          | 9.6                           | 7.7                           | 9.5                           | 8.3                           | 7.6                           | 8.0                           | 105.2                         |
| 平均月間日照時間                   | 131.2                         | 139.2                         | 167.5                         | 190.5                         | 202.5                         | 149.6                         | 189.8                         | 217.0                         | 152.7                         | 159.0                         | 140.9                         | 129.0                         | 1,968.2                       |
| 出典1：Japan Meteorological Agency |                               |                               |                               |                               |                               |                               |                               |                               |                               |                               |                               |                               |                               |
| 出典2：気象庁                      |                               |                               |                               |                               |                               |                               |                               |                               |                               |                               |                               |                               |                               |

## 文化
- 有形文化財：法道寺（山田下）の地蔵菩薩立像は国の重要文化財に指定されている。
- 無形文化財：国指定の重要無形民俗文化財の「念仏踊」が8月25日の午前中に滝宮神社、午後に滝宮天満宮で奉納される。讃岐守菅原道真が雨乞いによって讃岐を大干ばつから救ったことを讃えて始まり、後に法然が振付けをしたと伝えられている。
- 食：うどん発祥の地。西暦804年、唐に渡った空海より麺の製法を伝授された智泉大徳が故郷滝宮の両親に麺を振舞ったのがうどんの起源とされ、この地が「うどん」の発祥の地と知られている[3]。現在でも、うどん店として、山越、池内、田村、松岡、岡など有名店が多数点在する。どじょうをいれた味噌風味のどじょう汁が郷土の料理。綾川町さぬきうどん研究会があり、定期的にうどん教室を行っている。
- 地酒：綾菊酒造（1720年創業）全国新酒鑑評会〈金賞〉を多数受賞し、連続13回の受賞記録を持っている。これは国重という社内でただ一人の杜氏による記録であり、杜氏一人につき一樽しか出品できないため、他に類を見ない記録である。
- 田万ダム南の綾川町枌所東猿飼付近のあちこちにゲンジボタルの自生地。
- 綾川町を舞台・ロケ地にした作品
  - 百年の時計 - 昭和北保育所、挿頭丘駅などがロケに使用された。
- 映画：香川県内に4館ある一般常設映画館の内1つ、イオンシネマ綾川（シネマコンプレックス）があり、8スクリーンを備える。

## 歴史

### 沿革
- 2006年（平成18年）3月21日 綾歌郡の綾上町、綾南町による合併（新設合併）により綾川町成立。町長職務執行者には祐安正（旧綾上町長）が就任。同時に町旗と町章を制定する。[4][5]
- 2006年（平成18年）4月18日 第1回綾川町長選挙告示。藤井賢（旧綾南町長）が無投票で当選。
- 2010年（平成22年）4月 第2回綾川町長選挙。藤井賢が無投票で再選。
- 2014年（平成26年）4月 第3回綾川町長選挙。藤井賢が3選し、現職最高齢首長となる[6]
- 2018年（平成30年）4月 第4回綾川町長選挙。前副町長の前田武俊が初当選

綾川町章

## 行政
- 町長 前田武俊
- 消防は1982年（昭和57年）旧2町時代から高松市に委託しており、町内には高松市西消防署綾川分署を置いている。
- 警察は同町滝宮に高松西警察署があり、町内に畑田駐在所、陶駐在所、山田駐在所、羽床上駐在所、枌所駐在所がある。

## 議会

### 町議会
- 定数：16人
- 任期：2018年4月23日 - 2022年4月22日
- 議長：河野雅廣
- 副議長：福家功

### 衆議院
- 選挙区：香川2区（高松市（旧国分寺町・香川町・香南町・塩江町・牟礼町・庵治町域）、丸亀市（旧綾歌町・飯山町域）、坂出市、さぬき市、東かがわ市、木田郡、綾歌郡）
- 任期：2021年10月31日 - 2025年10月30日
- 当日有権者数：258,730人
- 投票率：58.53％

| 当落 | 候補者名   | 年齢 | 所属党派   | 新旧別 | 得票数   | 重複 |
| ---- | ---------- | ---- | ---------- | ------ | -------- | ---- |
| 当   | 玉木雄一郎 | 52   | 国民民主党 | 前     | 94,530票 | ○    |
|      | 瀬戸隆一   | 56   | 自由民主党 | 元     | 54,334票 | ○    |

## 経済

### 特産品
- うどん
- イチゴ
- 柿
- 米
- どじょう汁

## 姉妹都市・提携都市
- 秩父別町（北海道）
  - 1979年（昭和54年）9月8日（旧・綾南町と提携）
- 新楽市（中華人民共和国）
- 岡崎市（愛知県）
  - 2019年（令和元年）6月3日 斎田ゆかりの地交流提携

## 地域

### 人口
| |                                        |  |
| 綾川町と全国の年齢別人口分布（2005年） | 綾川町の年齢・男女別人口分布（2005年） |  |
| ■紫色 ― 綾川町 ■緑色 ― 日本全国 | ■青色 ― 男性 ■赤色 ― 女性              |  |
| 綾川町（に相当する地域）の人口の推移 \| 1970年（昭和45年） \| 22,551人 \| \| \| 1975年（昭和50年） \| 22,556人 \| \| \| 1980年（昭和55年） \| 24,017人 \| \| \| 1985年（昭和60年） \| 24,644人 \| \| \| 1990年（平成2年） \| 24,509人 \| \| \| 1995年（平成7年） \| 25,421人 \| \| \| 2000年（平成12年） \| 26,205人 \| \| \| 2005年（平成17年） \| 25,628人 \| \| \| 2010年（平成22年） \| 24,625人 \| \| \| 2015年（平成27年） \| 23,610人 \| \| \| 2020年（令和2年） \| 22,693人 \| \| |                                        |  |
| 総務省統計局 国勢調査より |                                        |  |
| 1970年（昭和45年） | 22,551人                               |  |
| 1975年（昭和50年） | 22,556人                               |  |
| 1980年（昭和55年） | 24,017人                               |  |
| 1985年（昭和60年） | 24,644人                               |  |
| 1990年（平成2年） | 24,509人                               |  |
| 1995年（平成7年） | 25,421人                               |  |
| 2000年（平成12年） | 26,205人                               |  |
| 2005年（平成17年） | 25,628人                               |  |
| 2010年（平成22年） | 24,625人                               |  |
| 2015年（平成27年） | 23,610人                               |  |
| 2020年（令和2年） | 22,693人                               |  |

### 教育

#### 大学・短期大学
- 町内にはない。

#### 高等学校
- 香川県立農業経営高等学校
- さくら国際高等学校香川学習相談センター

#### 中学校
町内の中学校は町立1校。
- 綾川町立綾川中学校

#### 小学校
町内の小学校はすべて町立。
- 綾上小学校
- 昭和小学校
- 陶小学校
- 滝宮小学校
- 羽床小学校

### 地名
旧綾上町域
- 牛川
- 枌所西
- 枌所東
- 西分
- 羽床上
- 東分
- 山田上
- 山田下

旧綾南町域
- 小野
- 萱原
- 北
- 陶
- 千疋
- 滝宮
- 畑田
- 羽床下

### 市外局番
- 町内全域で087

## 交通

### 空港
- 高松空港はターミナルなどの主要部分は隣接の高松市にあるが、一部が綾川町に属する。

### 鉄道路線

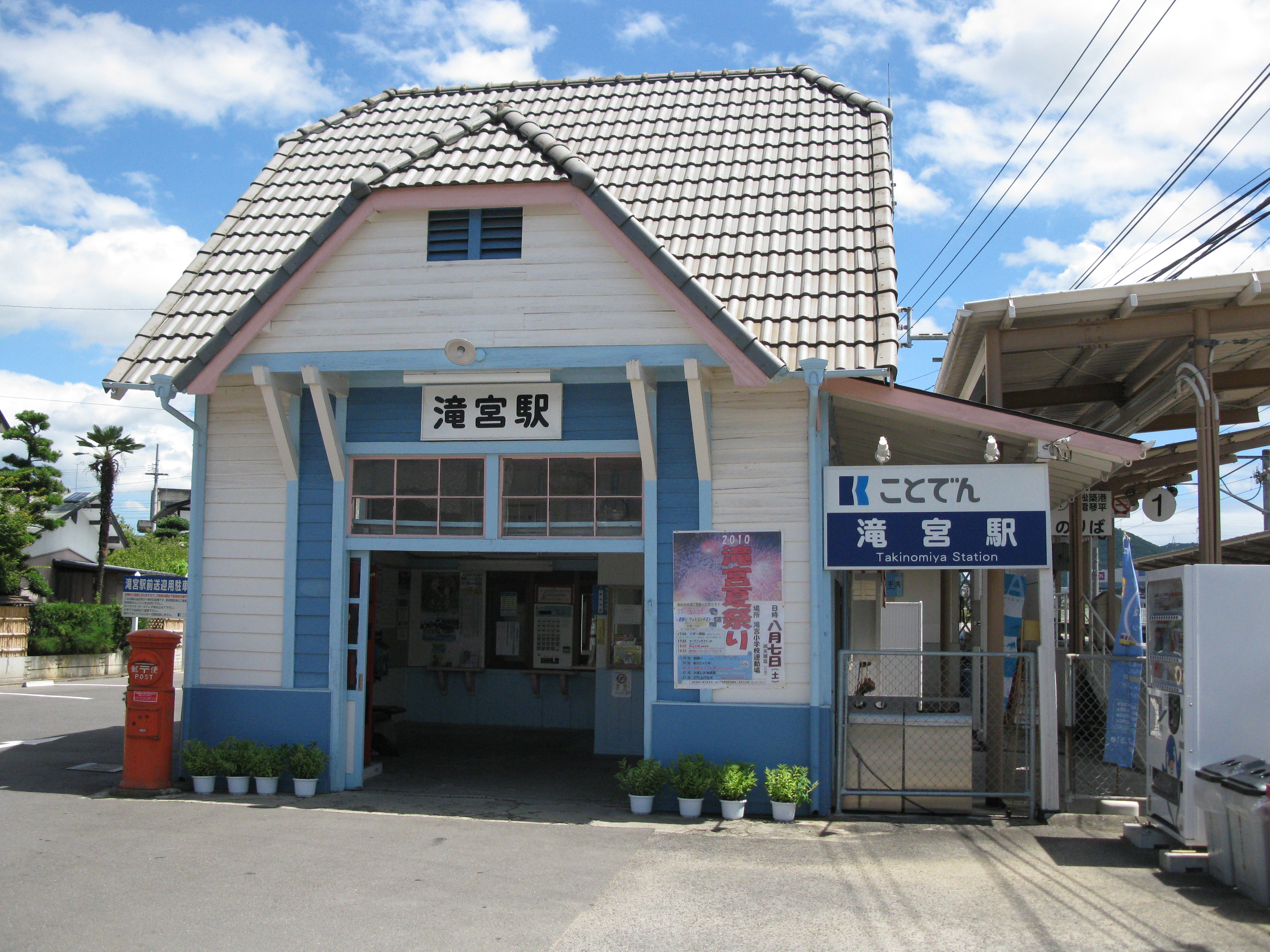
近代化産業遺産に認定されている滝宮駅

町内の鉄道路線は琴平街道沿に高松琴平電気鉄道の琴平線が通っており、町役場への最寄駅は滝宮駅である。1926年の開業当時の姿を残す滝宮駅舎は、近くのことでん綾川橋梁とともに近代化産業遺産認定されている。綾川駅は陶駅 - 滝宮駅間のイオンモール綾川近くに2013年12月15日に開業した。
他市町との連絡時間は、滝宮駅と高松市中心部の瓦町駅間は約35分、滝宮駅と高松築港駅間は約40分で、下り方面の滝宮駅と琴電琴平駅間は約20分で連絡されている。
- 高松琴平電気鉄道
琴平線：（高松市） - 挿頭丘駅 - 畑田駅 - 陶駅 - 綾川駅 - 滝宮駅 - 羽床駅 - （丸亀市）

### バス
- 綾川町営バス
  - 綾南交通が受託運行。6路線が運行されており、主要バス停で乗り換え可能。
- 琴参バス
  - 坂出綾川線 - 坂出駅・道の駅滝宮間を結ぶバス。
  - 丸亀・坂出・空港リムジンバス - 丸亀駅・高松空港間を結ぶバスで、町内では綾川駅に停車する。

### 道路
一般国道は32号と377号、2本の国道が町域を通過し幹線道路の役目を果たしている。32号は高松市と琴平町を結ぶ琴平街道のバイパス道路として建設された道路で、町域北部を北東から南西に通過し、全線で4車線が確保されている。滝宮地区の沿線にはイオンモール綾川など大型小売店が多く出店しており交通量も多い。377号は香川県南部を東西に貫く道路で、町域南部（旧綾上町域）を南東の高松市塩江町方面から北西へ丸亀市綾歌町方面へ通過している。2本の国道は町内では交差しておらず、町域の南北を連絡する主要道路としては北の坂出市方面や南のまんのう町方面に通じる香川県道17号府中造田線や、高松市国分寺町方面に通じる香川県道39号国分寺中通線などがある（県道39号の綾川・まんのう町境は狭隘な区間が残る）。香川県道282号高松琴平線（旧国道32号）の滝宮橋は土木学会選奨土木遺産に選定されている。

#### 高速道路
町内に高松自動車道がわずかに通るがインターチェンジ（IC）はない。最寄ICは滝宮地区に隣接する坂出市府中町にある府中湖PA/スマートICである（24時間利用可能・2009年4月1日恒久化）。ETCを利用しない場合は坂出IC、もしくは町東部では高松西ICや高松檀紙ICが近い。

#### 一般国道
- 国道32号
- 国道377号

#### 県道
- 主要地方道
  - 香川県道13号三木綾川線
  - 香川県道17号府中造田線
  - 香川県道39号国分寺中通線
- 一般県道
  - 香川県道167号枌所西中徳線
  - 香川県道182号千疋西分線
  - 香川県道184号綾川府中線
  - 香川県道185号造田滝宮線
  - 香川県道265号枌所西造田線
  - 香川県道278号綾歌綾川線
  - 香川県道282号高松琴平線

#### 道の駅
国道32号沿に位置しているが、香川県道282号高松琴平線側からも町道を経由しての利用が可能。
- 滝宮（うどん会館）

## 名所・旧跡・観光スポット・祭事・催事

### 名所・旧跡

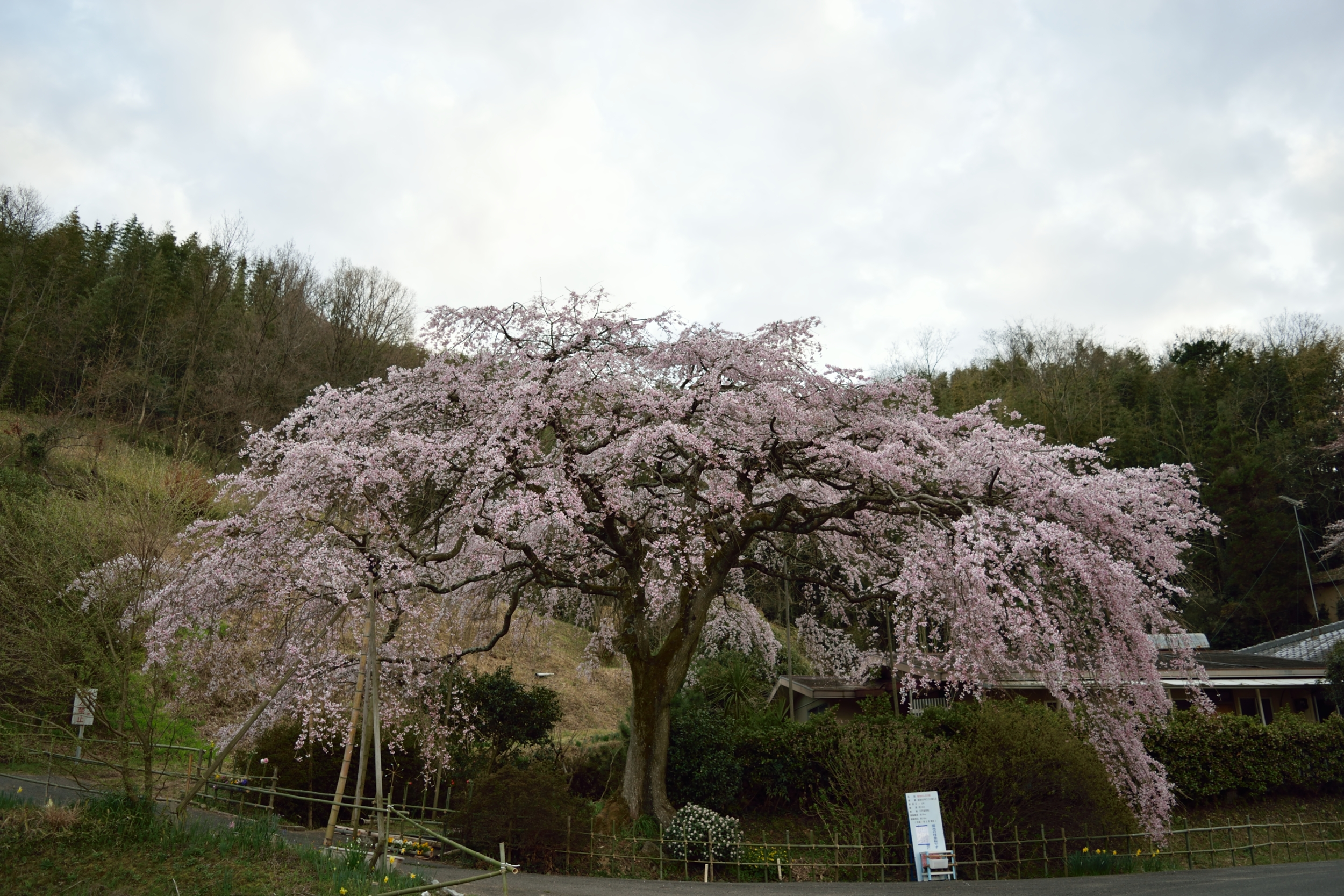
堀池のしだれ桜

- 滝宮天満宮
- 八坂神社
- 孔聖神社（孔子廟）
- 菩提院（新四国曼荼羅霊場第12番札所）
- 讃留霊王の墓
- 羽床辰蔵の墓[9]
- 大林古墳
- 岡の御堂古墳

自然・景勝地
- 府中湖
- 柏原渓谷

「水源の森百選」にも選ばれる綾川上流の渓谷。紅葉の名所。
- 鞍掛山
- 高鉢山（綾上富士）　日本3大風穴の一つがこの山にある。
- 堤山（羽床富士）
- 堀池のしだれ桜　西分地区の個人の庭にあるしだれ桜

### 文化施設
- うどん会館
- ふるさと資料館
- 綾川町立図書館
  - 綾川町立生涯学習センター
  - 綾川町立綾上図書館
- もみじ温泉
- イオンシネマ綾川
- 綾川町主基斎田記念館

### 公園
- 滝宮公園
新さぬき百景にも選ばれた桜の名所。綾川に面しており、春になると鯉のぼりが架かる。
- 高山航空公園（航空神社）
戦闘機（T2練習機）、セスナ機、ヘリコプターが野外展示されている。遊具や飛行機の発着を真下から見ることのできる展望台もある。
- さぬき空港公園

スポーツ・レクリェーション施設
- 綾川町総合運動公園
- 綾川町ふれあい運動公園
- 綾川町B＆G綾上海洋センター
- 高鉢山キャンプ場
- タツタの森（柏原渓谷キャンプ村）

### 祭事・催事
- 滝宮天満宮お初天神（1月25日）
- うそかえ神事・献麺式（4月24日）
- 主基斎田御田植えまつり（6月、主基斎田跡地)

大正天皇即位の礼の後に行われる大嘗祭において、1914年（大正3年）、西日本から山田上（旧山田村）が主基斎田（すきさいでん）に選定された。東日本からは岡崎市中島町（旧碧海郡六ツ美村）が悠紀斎田（ゆきさいでん）に選定された。これを記念して翌1915年（大正4年）5月27日、山田村で開催された祭りを「主基斎田御田植えまつり」という。農業経営高の女子生徒が早乙女となり大正時代の田植えを再現する（農業経営高は主基斎田指定を記念して開校した学校である。開校時の校名は綾歌郡立主基農林学校）。2015年（平成27年）6月21日に開かれた100周年記念式典には秋篠宮文仁親王と同妃紀子が出席した。
- 滝宮の念仏踊（8月25日、国の重要無形民俗文化財）
- 親子獅子舞（10月、千疋の春日神社と畑田の畑田八幡神社、県指定無形民俗文化財）
- 綾山湖サイクルロードレース（田万ダム周辺）
- さぬき映画祭（2月）イオンシネマ綾川が主会場のひとつとなっている。

## 著名な出身者

### 歴史上の人物
- 智泉大徳（真言宗の僧、空海の弟子）

### 政治・経済
- 綾井武夫（政治家）
- 片岡弓八（「潜水王」と称された潜水事業者）
- 西尾仁見（日本コークス工業 元代表取締役社長）

### 文化
- 内海繁太郎（人形浄瑠璃研究家）
- 平田ゆたか（洋画家、イタリア在住）
- 真鍋井蛙（書家、篆刻家）
- 宮武外骨（ジャーナリスト、新聞史研究家、江戸明治期の世相風俗研究家）
- 吉田徹（アニメーター、旧・綾南町出身）

### 芸能
- 綾川志剛（俳優）
- 中村梅寿（歌舞伎役者）

### スポーツ
- 福家英登（プロ野球審判員）
- 三好隆（プロゴルファー）
- 矢野諭（元プロ野球選手）
- 水野琳太郎(元京都大学硬式野球部、現東京ヤクルトスワローズアナリスト)

### マスコミ
- 是永千恵（NHKアナウンサー）[11]

### その他
- 穴吹智（元大日本帝国陸軍戦闘機操縦者）
- 竹下和男（弁当の日発案者）

### ゆかりのある人物
- 乙武洋匡（作家、タレント、政治活動家） - 父方の祖父は綾川町出身。